# Skrzyszew
Skrzyszew [pronunciación en polaco: /ˈskʂɨʂɛf/] es un pueblo situado en el municipio (gmina) de Ulan-Majorat, en el Distrito de Radzyń Podlaski, voivodato de Lublin, Polonia. Según el censo de 2011, tiene una población de 178 habitantes.
Está ubicado aproximadamente 13 kilómetros al noroeste de Radzyń Podlaski y 68 kilómetros al norte de la capital regional, Lublin.